# Сталінка

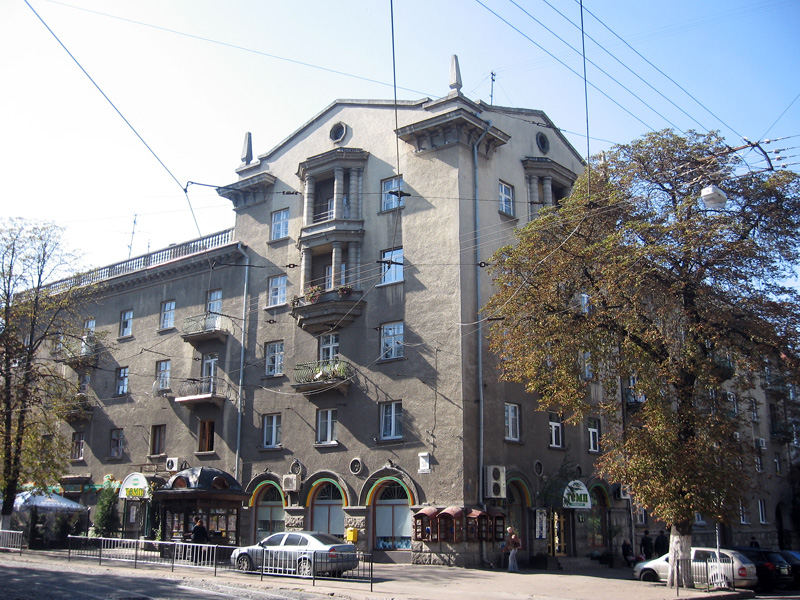
«Класична сталінка» у Львові

«Сталінки», сталінські будинки, сталінські будівлі — загальноприйнята розмовна назва багатоквартирних будинків, які споруджувалися в СРСР з 1933 року до початку 1960-х років, головним чином під час правління Йосипа Сталіна, переважно в стилі неокласицизм (сталінський ампір). Сталінки представляють собою капітальні багатоквартирні будинки з усіма комунальними зручностями, висотою від двох поверхів і стінами з негорючих матеріалів.

## Загальний опис

### Походження назви та варіанти
Для позначення даного типу будівель використовуються назви «сталінський будинок», «сталінка» та (рідше) «сталінська будівля». Всі назви походять від імені Йосипа Сталіна, в період правління якого ці будинки зводилися. Частотність вживання словосполучення «сталінський будинок» в Москві і Петербурзі вище в міру кількості і питомої ваги цього типу будинків в складі житлового фонду цих міст. Разом з тим, термін «сталінка» вживається також і у всіх інших великих містах СРСР, і перш за все, в районних і промислових центрах країни (Смоленськ, Магнітогорськ, Владивосток тощо) квартири в будинках зазвичай називають «сталінками», вираз «сталінська квартира» менш вживається. Як синонім «сталінці», можуть застосовуватися назви «повногабаритна» або «повнометражна» квартира («повнометражка»), з можливим уточненням «у будинку побудови 1950-х років».

### Історія і період будівництва
До «сталінських» також відносять житлові будинки, зведені як до німецько-радянської війни, починаючи з II п'ятирічки (1933—1937), в числі завдань якої було визначено «рішуче поліпшення всієї житлової та комунальної справи в СРСР», так і з моменту початку післявоєнної відбудови, аж до 1955 року, коли було прийнято рішення «Про усунення надмірностей у проектуванні і будівництві».

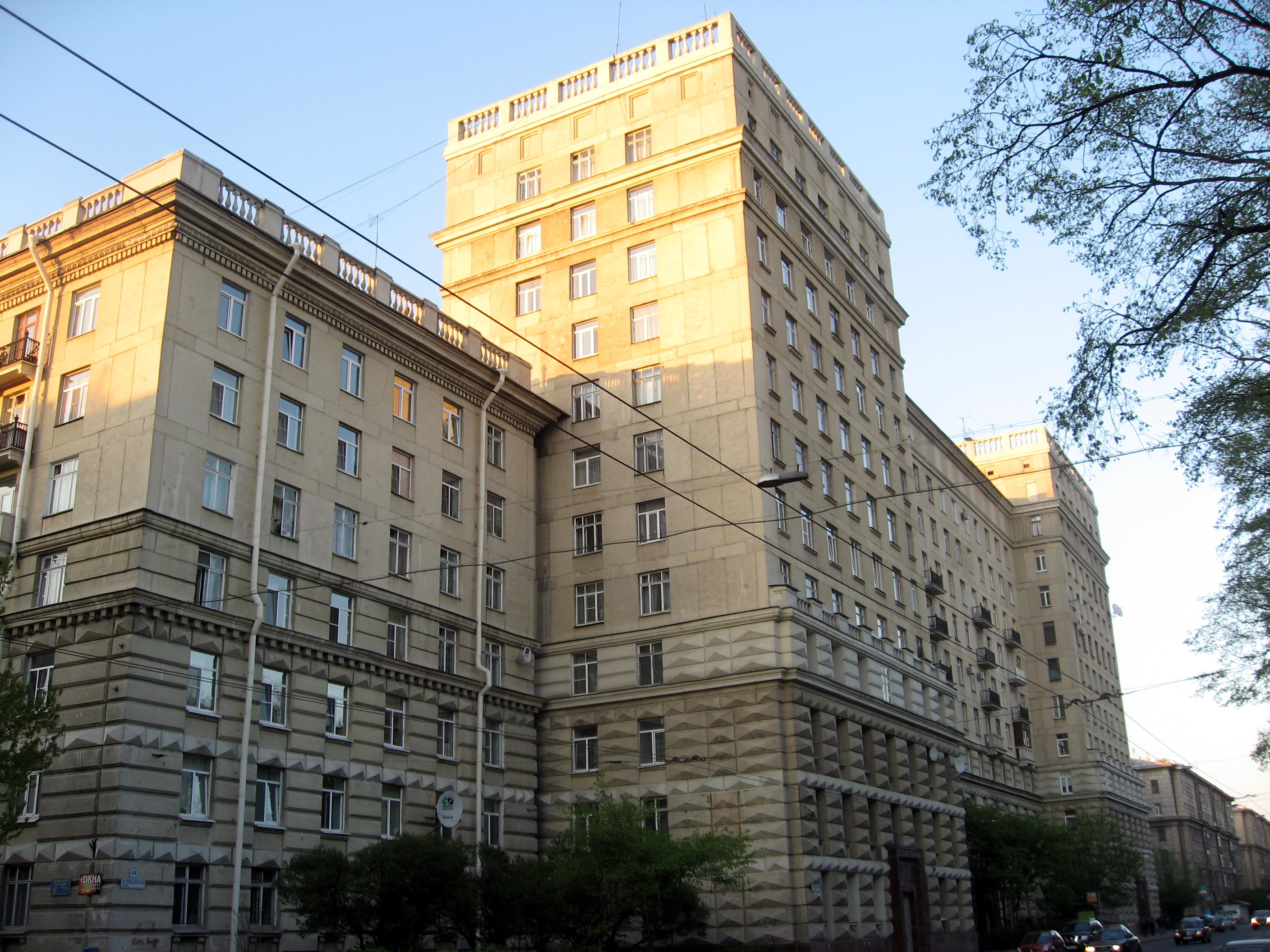
Будинок № 44 по Кузнецовській вулиці, будівництво якого в Ленінграді було завершено після прийняття постанови про боротьбу з архітектурними надмірностями без внесення змін до проєкту

Фактичне будівництво сталінок припинилося приблизно до 1960—1961 років, коли в найбільших містах було завершено зведення містобудівної значущих проєктів, що не підлягали зміни. Так, у кадри одного з сюжетів фільму «Старий Хоттабич» (Ленфільм, 1957), знятого в Московському парку Перемоги, потрапляє незавершене будівництво 12-поверхових секцій будинку № 44 по Кузнецовській вулиці, силует якого за планом замикає одну з центральних меридіональних алей парку.
Стиль будинків довоєнної побудови іноді атрибутують як постконструктивізм, а післявоєнних — як «сталінський ампір».
Епоха класичних будинків у сталінському стилі завершилася після прийняття постанови про боротьбу з архітектурними надмірностями. У 1956—1960 рр. зводилися будівлі перехідного типу, в яких поєднувалися «сталінська» монументальність і практично повна відсутність будь-якого декору. Такі напівсталінки-напівхрущовки («обдерті сталінки») можна у великій кількості зустріти в Москві та інших містах колишнього СРСР. Зокрема, будинками такого типу забудована північна частина Профспілковій вулиці в Москві. Житлові приміщення в «обдертих» будинках все ще проектувалися за «сталінським» нормам, викладеним в ДБН 1954 року.
У першій половині 1950-х років узято курс на стандартизацію житлового будівництва. У будівництво впроваджуються типові залізобетонні вироби заводського виробництва для прискорення будівництва, йде відмова від пожежонебезпечних дерев'яних перекриттів на користь збірних залізобетонних плит, з'являються сталінки, що зводяться за типовими проектами.
Будівництво сталінських будинків різко скоротилося з 1958 року, коли були прийняті орієнтири на індустріальне масове житлове будівництво та здешевлення будівництва за рахунок зменшення розмірів житлових приміщень, що призвело до появи масивів з дешевих типових «хрущовок». Окремі сталінські будинки по інерції добудовувалися до 1961 року.

## Планування
Як правило, сталінська квартира має значне число кімнат — зазвичай три-чотири, рідше дві або більше чотирьох. Однокімнатні сталінки будувалися обмежено. Кімнати можуть бути як окремими, так і суміжними (в трикімнатних сталінках зазвичай суміщені дві кімнати).
Загальна площа сталінок зазвичай становить:
- 1-кімнатна — 32-50 м²;
- 2-кімнатна — 44-70 м²;
- 3-кімнатна — 57-85 м²;
- 4-кімнатна — 80-110 м².

Пізні сталінки, що зводилися в 1950-ті роки до початку масового будівництва хрущовок, проектувалися згідно ДБН 1954 року. Відповідно до ДБН, всі житлові будинки поділялися на три класи — I (найвищий), II, III — у залежності від їх довговічності, вогнестійкості, забезпеченості комунальними зручностями та оздоблення приміщень.
| Число кімнат у квартирі | Житлова площа квартири, м 2 | Мінімальна площа, м 2 | Мінімальна площа, м 2 | Мінімальна площа, м 2 |
| Число кімнат у квартирі | Житлова площа квартири, м 2 | кухні                 | спільної кімнати      | спалень               |
| ----------------------- | --------------------------- | --------------------- | --------------------- | --------------------- |
| 1                       | 18-22                       | 7                     | -                     | -                     |
| 2                       | 25-32                       | 7                     | 16                    | 9                     |
| 3                       | 36-50                       | 7                     | 16                    | 9                     |
| 4                       | 56-65                       | 8                     | 18                    | 9                     |
| 5                       | 80-95                       | 10                    | 24                    | 9                     |
| 6                       | 100-120                     | 12                    | 30                    | 9                     |
| 7                       | 130-160                     | 15                    | 30                    | 9                     |

Квартири в пізніх сталінках повинні були мати житлові кімнати, кухню, передню, ванну або душову кімнату (крім будинків III класу і малоповерхових будинків II класу), вбиральню, господарську комірчину не менше 0,6 м2 або вбудовані шафи. Висота стель в житлових кімнатах встановлювалася не нижче 3,0 м. Квартири забезпечувались центральним водопостачанням, каналізацією, центральним опаленням. Будинки низького класу в разі неможливості підключення до мереж могли проєктуватися з пічним опаленням, а також без водопроводу і каналізації — з можливістю подальшого каналізування будинку.

## Класифікація будинків
За конструкцією будівель і плануванні квартир сталінки діляться на два типи: «номенклатурні» та «рядові» сталінські будинки.

### Номенклатурне (елітне) житло

Елітні сталінські будинки в центрі Челябінська, світлина середини 1970-х років.

Номенклатурні будинки (також «відомче житло» («вєдомкі»)) будувалися для вищих верств радянського суспільства. У них, головним чином, проживали партійні, радянські і господарські керівники, вищі військові чини і працівники силових структур, відомі представники наукової та творчої інтелігенції.
Номенклатурні будинки мають гарне планування з холами і двома — чотирма квартирами великої площі на поверсі. Квартири в цих будинках мали просторі кухні, роздільні санвузли, спочатку великі, як правило, ізольовані кімнати площею від 15 до 25, а місцями навіть до 30 м², підсобні приміщення. У деяких будинках (Верхня Маслівка, буд. 1, буд. 3) передбачалися майстерні для скульпторів і художників. У «сталінських» квартирах з 3-4 кімнатами і більше при односімейному заселенні їх власники могли влаштовувати кабінети, бібліотеки, дитячу кімнату тощо. На нижніх поверхах таких будинків квартири з тим же числом кімнат і аналогічним плануванням могли відводитися під комунальне заселення, в тому числі як службова житлоплоща для співробітників охорони, двірників тощо.

### Директорське житло

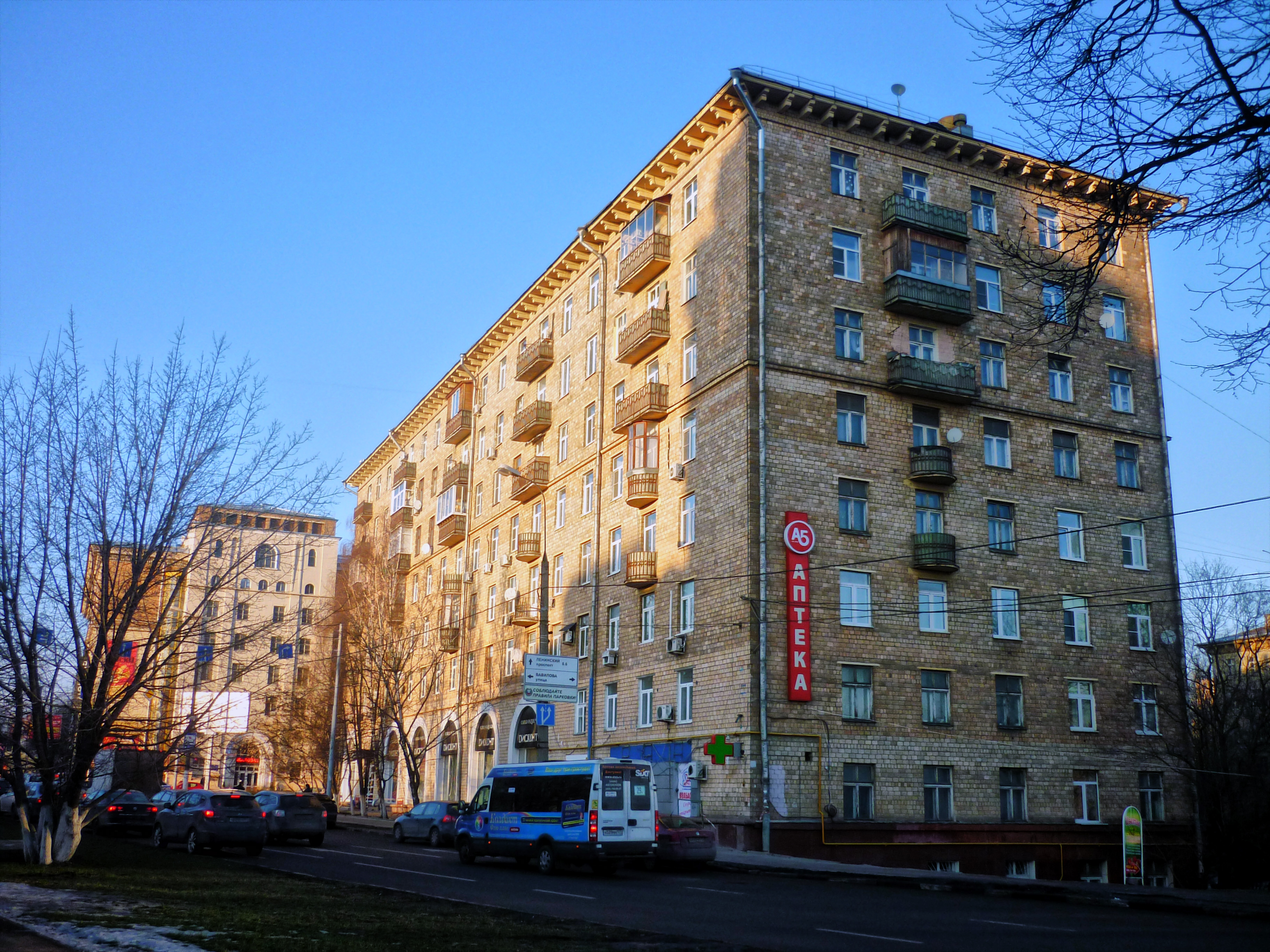
Москва, вул. Вавилова, 55/7 — приклад директорського житла РАН середини 1950-х років

Зазвичай «директорські» будинки мають класичні архітектурні форми і небагатий декор, самі будівлі великі, з високим бельетажом. При зведенні будівлі штукатурились і прикрашалися ліпним декором; перекриття — залізобетонні або комбіновані. У будинках вище п'яти поверхів обов'язкові ліфти, нерідкі індивідуальні сміттєпроводи на кухнях. Стелі в номенклатурних будинках мають висоту 2,9-3,2 метрів і більше.
Будинки цього типу зводилися в центрі міста, при забудові проспектів і магістральних вулиць, поблизу площ. Зазвичай вони побудовані за індивідуальними проєктами і є архітектурними пам'ятками міст.
Після припинення будівництва сталінських будинків на зміну номенклатурним сталінкам прийшли вежі Вулиха, а потім цеківські будинки.

### Рядові будинки
Рядовими «сталінками» часто називають будинки з квартирами дещо зменшеної площі. Припущення, що вони будувалися тільки «для робітників» помилкове, бо саме робітники — за офіційною ідеологією передовий клас — особливо, передовики виробництва, отримували ордери на заселення в квартири поліпшеного планування. В силу відносного надлишку 3-4-кімнатних квартир по відношенню до реального демографічного складу «черговиків», частина з них відводилася під комунальне заселення, однак і тут говорити про ухил на користь робітничого класу не доводиться. Так звана «коридорне» планування будівель, визначаються по фасаду, як «сталінки», вказує на те, що за проєктом вони спочатку передбачалися для розміщення гуртожитків для робітників і студентів. Площі кімнат в квартирах рядових «сталінок» менші, ніж у будинках поліпшеного планування, але все одно за загальним правилом (продиктованим, в тому числі, високими 3-метровими стелями) перевищують 10 кв. м, що набагато більше, ніж в хрущовках і пізніших будинках. У трикімнатних квартирах і більших, пара кімнат могла бути умовно суміжними. Від використання додаткових дверей, що з'єднувала ці кімнати, мешканці могли за своїм бажанням відмовитися; такі кімнати називалися суміжно-ізольованими. Архітектура рядових сталінок утилітарна; від ліпного декору могли відмовлятися на користь рустовки стін, профільних карнизів та інших найпростіших прийомів, що дозволяють уникнути ефекту «плоскої стіни», що панує в будинках панельної забудови.
Зовнішні стіни будівель з червоної або силікатної цегли іноді не штукатурились; горищні перекриття застосовувалися дерев'яні. У сталінках, що зводилися для розміщення гуртожитків, була відсутня ванна кімната. Подача гарячої води, в залежності від інженерного забезпечення міських кварталів, здійснювалася або від мереж ТЕЦ, або шляхом газифікації квартир з установкою нагрівальних колонок. У всіх будинках (не тільки «сталінках», але пізніше і в «хрущовках») повоєнної забудови сміттєпровід і ліфт встановлювалися тільки при поверховості в 6 поверхів і вище, незалежно від контингенту людей, які отримували в них безкоштовне житло.

Рядові сталінки могли будуватися в робітничих селищах, селищах міського типу або в кварталах міст, призначених для заселення робітниками заводів. Залежно від художньої концепції, встановлюються для проєктних майстерень, і з урахуванням завдання економії коштів, при формуванні таких кварталів могли використовуватися, поряд з індивідуальними, деякі типові рішення, проте на відміну від концепції масового будівництва, прийнятої при Хрущові, однотипних житлових масивів («черемушок») при цьому не виникало. Фасадне рішення «сталінок», призначених для робітників і студентських гуртожитків, при цьому концептуально не відрізнялося від будівель для поквартирного заселення.

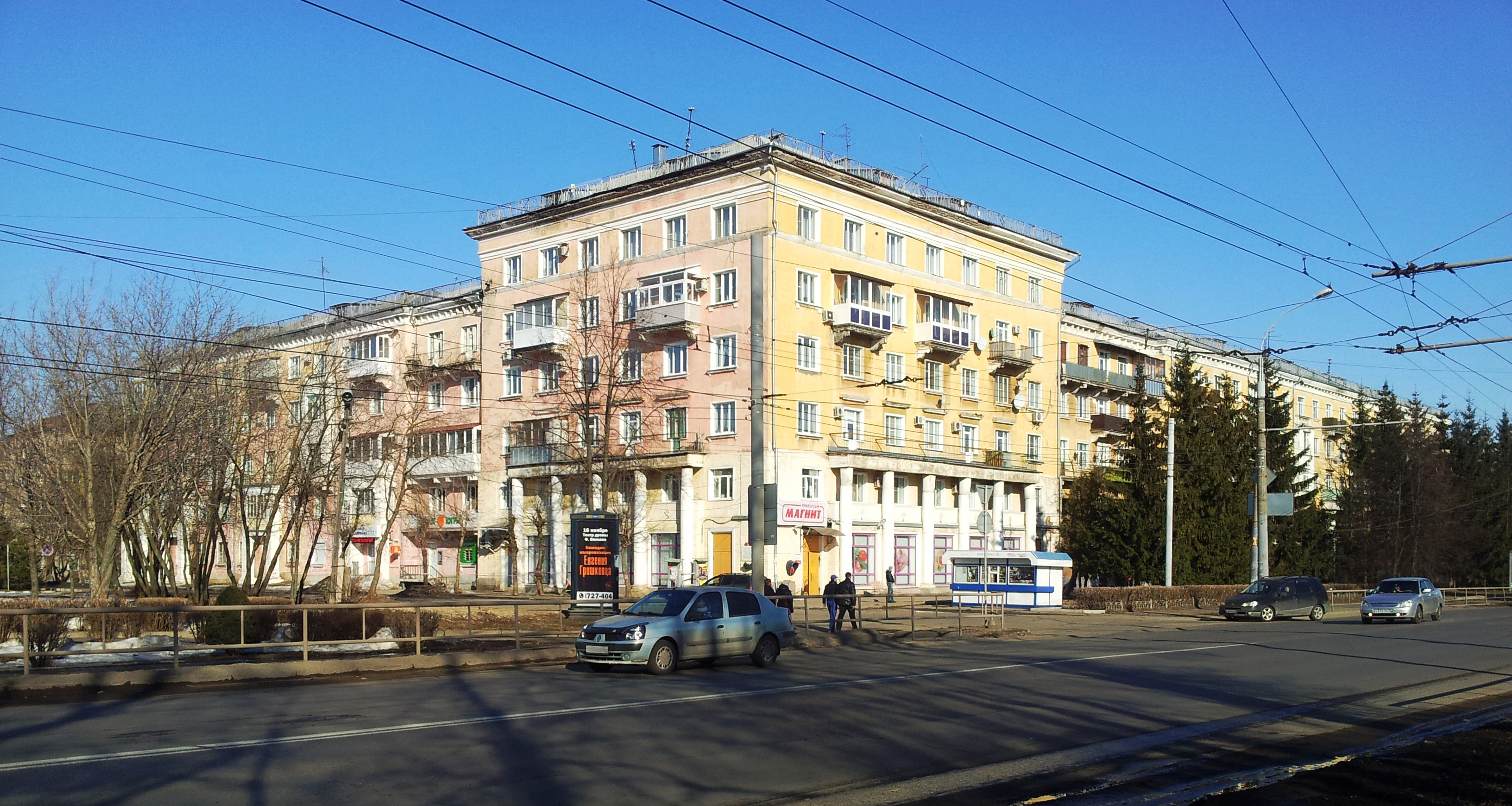
6-поверхова сталінка на проспекті Леніна, 146 в Рибінську
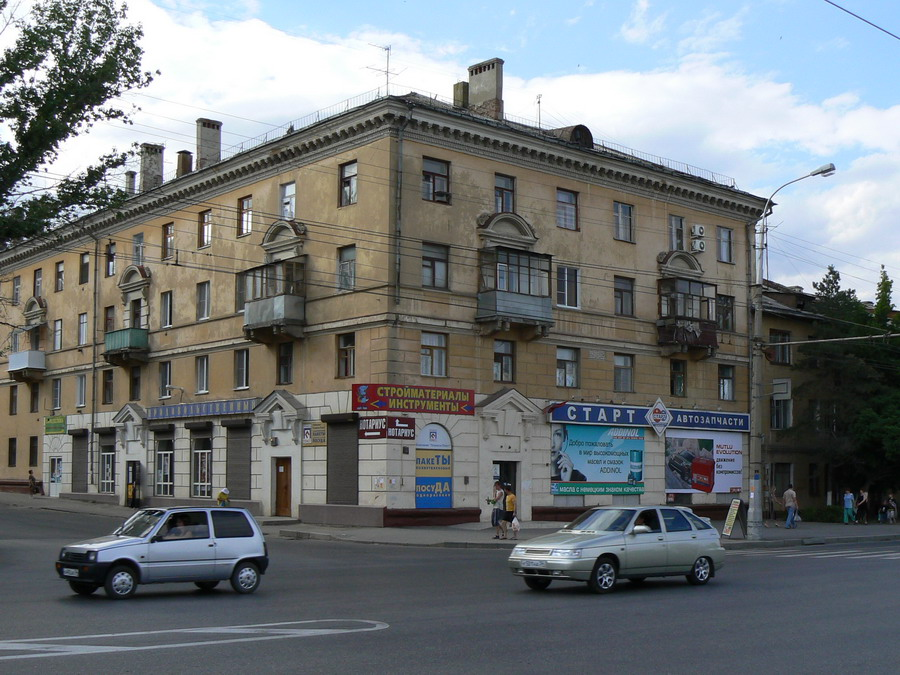
Сталінка в Волгограді - «рядовий» варіант
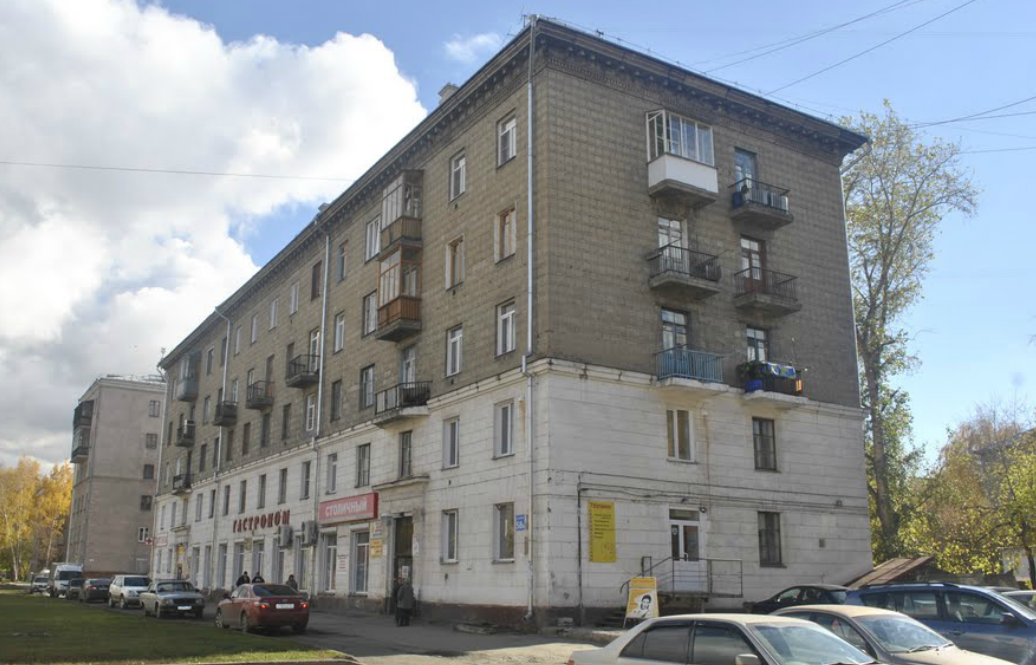
Сталінка в Новосибірську 1958 року побудови

#### Малоповерхові сталінки
Поширеним видом пересічних сталінок є малоповерхові будинки заввишки від одного до трьох поверхів. Найбільш поширеними є двоповерхові будинки на 8-18 квартир, однак будувалися і значніші триповерхові багатоквартирні будинки, будинки з мезоніном, а також одноповерхові індивідуальні або спарені котеджі.
Малоповерхові сталінки будувалися в період після війни аж до 1960 року. Будинки будувалися за заздалегідь спроєктованим типовими серіями, що включав в себе кілька варіантів будинків: одно-, дво-, трьопід'їздні, кутові і з магазинами на першому поверсі, а також гуртожитки.
Малоповерхове будівництво використовувалося через те, що при будівництві давало такі переваги: не вимагало застосування дефіцитної будівельної техніки, могло вестися силами малокваліфікованих робітників, в тому числі військовополонених німців та ув'язнених, а зведення будинку займало не так багато часу. Цим обумовлені прізвиська таких будинків — «німецькі будинки», хоча далеко не всі ці будинки будувалися німцями. У Санкт-Петербурзі поширена назва «німецькі котеджі» через їх малу поверховість (2-3-и поверхи) в порівнянні з основною забудовою. У 1990-ті та 2000-ті роки в деяких таких будинках викуповувалися всі квартири, після чого вони перетворювалися на «справжні» котеджі (індивідуальні житлові будинки).
Конструкція малоповерхових будинків була полегшеною: стіни з цегли з пустотною кладкою або з шлакоблоків, дерев'яні перекриття, відсутність підвалу.
Малоповерхові будинки, як правило, призначалися для робітників селищ при підприємствах. Залежно від розташування і розміру підприємства в селищах могло бути відсутнє водопостачання, каналізація, центральне опалення та інші комунікації. Тому в різних проєктах були варіанти будинків з ваннами і без них, з центральним і з пічним опаленням. У деяких проєктах відсутні центральне водопостачання і каналізація — як туалети використовувалися люфт-клозети з вигрібними ямами. Останні займають проміжне положення між «капітальними» сталінськими будинками і тимчасовими будівлями барачного типу.
Малоповерхова забудова велася кварталами з розташуванням 10-30 двоповерхових однотипних будинків по периметру і в глибині. Однотипна забудова стала передвісником хрущовського масового будівництва. Однак, на відміну від масивів одноманітних хрущовок, квартали типових малоповерхових сталінок мають більш виграшний зовнішній вигляд завдяки різноманітності варіантів будинків в рамках однієї серії, наявності штукатурки, ліпного декору, колон, еркерів, балконів різної форми, складних багатоскатних дахів та інших «архітектурних надмірностей», засуджених постановою 1955 року.

### Типові сталінки
Наприкінці 1940-х років для прискорення забезпечення населення житлом починається зведення сталінських будинків за типовими проєктами. У порівнянні з номенклатурними будинками, що споруджувалися за індивідуальними проєктами, типові сталінки мають більш скромні характеристики і спрощену архітектуру. Типові сталінки досить численні за рахунок збільшення обсягів житлового будівництва в цей період.
У Москві зводилися типові сталінки серій II-01, II-03 (I-410 (Сакбе)), II-14, МГ-1, будинки підвищеної комфортності СМ-6, II-02, II-04, II-08. У Ленінграді зводилися будинки серій 1-405, 1-415, 1-460 та ін .
У середині 1950-х років починається впровадження великопанельної технології . Відомими «панельними сталінками» є будинки ленінградської серії 1-506.

## Конструкція

### Будівля
Основний будматеріал, який використовували при зведенні сталінських будинків — цегла. У довоєнних будівлях в основному використовувався червона керамічна цегла, в більш пізніх — біла силікатна. Зовнішні стіни зазвичай мають товщину 2,5 цегли (65 см), внутрішні несучі — 1-1,5 цегли (25-38 см). Крок внутрішніх несучих стін у сталінках з дерев'яними перекриттями був менше 6 метрів, що пов'язано нижчими несучими здібностями дерева в порівнянні з залізобетоном.
Крім традиційної для житлових будинків стінової конструкції, в сталінках використовувалася змішана конструкція з неповним каркасом. В цьому випадку з цегли виконувалися несучі зовнішні стіни і стіни сходових клітин. Внутрішньоквартирні і міжквартирні несучі стіни були відсутні — замість них споруджувалися колони з цегли, іноді — із залізобетону. На колони і зовнішні несучі стіни спиралися горизонтальні балки зі сталі або залізобетону, на які укладалися перекриття.
Цегляні будинки, як правило, відрізняються більш високою поверховістю, вишуканим фасадом, просторими квартирами, кращої шумоізоляцією.
У малоповерховому будівництві застосовувалися бетоніти — шлакоблокові будинки стали провісниками майбутнього масового будівництва на основі індустріальних блоків і панелей. При цегляному будівництві використовувалася полегшена колодязна кладка з засипанням колодязів шлаком. Наприкінці 1940-х — початку 1950-х років були побудовані перші великопанельні будинки за каркасно-панельною, а пізніше за безкаркасною схемою.
Сталінські висотки побудовані на основі сталевого каркаса з подальшим частковим набетонуванням сталевих конструкцій .

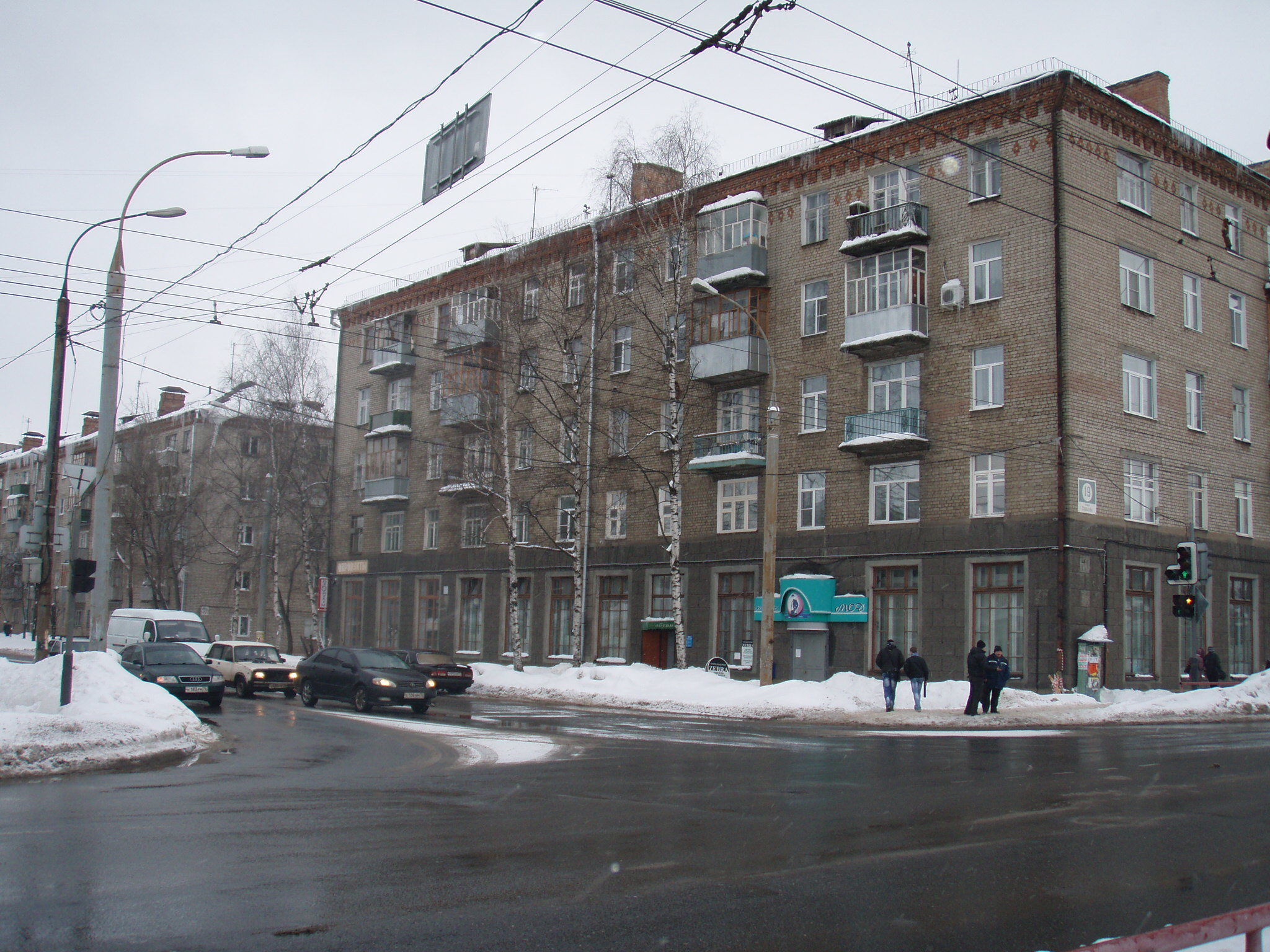
«Обідраний» сталінський будинок 1957 року побудови (праворуч) і цегляна хрущовка серії 1-447 (ліворуч) у центрі Рибінська

Зовні сталінські будинки покривалися штукатуркою, великі «номенклатурні» будинки могли бути облицьовані кам'яною або керамічною плиткою. Фасад будинку зазвичай прикрашався ліпним декором. Після початку боротьби з «надмірностями» і до початку масового будівництва хрущовок зводилися «обдерті» сталінські будинки без ліпного декору і нерідко — без штукатурки. Штукатурки позбавлялися і будинки, що знаходилися в процесі будівництва і частково оштукатурені.
Внутрішні перегородки в сталінці зазвичай виконані з дерев'яних дощок, покриті сіткою з дранки і оштукатурені. У пізніх будинках застосовувалися і гіпсобетонні перегородки.
Конструкція фундаменту в сталінках могла бути: стрічкова з монолітної заливкою, столбчата, пізніше — пальована. Для великих будинків фундаменти споруджувалися із залізобетону, для малоповерхових використовувалися цегляні і бутобетоні фундаменти.
Перекриття в сталінських будинках нерідко дерев'яні або комбіновані — в місцях санвузлів застосовувався бетон. Дерев'яні перекриття настилались по дерев'яних балках в формі колоди або бруса, іноді — по сталевих балках. У будинках вище 2 поверхів з дерев'яними перекриттями з негорючих матеріалів виконані сходові марші та площадки. При реконструкції або ремонті після пожеж дерев'яні перекриття нерідко замінялися на плити або на металоконструкції з подальшою монолітною заливкою.
У найбільших «номенклатурних» сталінках також використовувалися залізобетонні перекриття — в основному монолітні. У післявоєнних сталінках з початку 1950-х років уже застосовувалися виготовлені заводським способом залізобетонні плити. Для звуко- і теплоізоляції застосовувалися шлак і керамзит.
Дах у сталінських будинках дво- або багатоскатний, утворює великий горище; крокви і лати — дерев'яні. Як покрівельний матеріал використовувалися шифер або дахове залізо.
Двоповерхові сталінки зазвичай будувалися без підвалів . Великі будинки мають значні підвальні приміщення. Деякі сталінки (в тому числі повоєнні) мають бомбосховища на випадки війни.
Багато сталінок мають балкони (лоджії на той момент споруджувалися рідко). Балкони виконувалися у вигляді монолітної плити, що лежала на двох або декількох сталевих балках, яка відливалася на місці. У будинках 1950-х років для будівництва вже використовувалися готові плити.
Висота стель в сталінках, головним чином, не нижче трьох метрів. У робітничих сталінках це обумовлено розрахунком під комунальне заселення — для проживання кількох людей в одній кімнаті був потрібний певний об'єм повітря. Перший поверх будівлі часто споруджувався вищим — в ньому розміщувалися магазини, поштові відділення та інші соціально значущі об'єкти.

### Комунікації
Сталінські будинки сильно розрізняються по забезпеченості комунальними зручностями.
Холодне водопостачання і каналізація в сталінках — централізоване, санвузол — роздільний при наявності ванни, суміжний при її відсутності. У робітничих сталінках могла бути відсутньою ванна кімната — санвузол включав умивальник та унітаз. У такому випадку в будинку не було і гарячого водопостачання. Пізніше ванни або душові кабіни встановлювалися на кухнях або проводилася перепланування для збільшення площі санвузла. У деяких проєктах двоповерхових будинків були відсутні і водопровід з каналізацією, а туалет мав вигляд люфт-клозету з вигрібною ямою. При цьому, як правило, передбачалася можливість подальшого каналізування дому та обладнання його унітазом.
Опалення — водяне, в основному центральне, нерідко з верхнім вертикальним розливом і двотрубною розводкою. Існують і будинку з вбудованими котельними — пізніше більшість цих будівель було все ж підключено до центрального теплопостачання. Малоповерхові сталінські будинки зазвичай проєктувалися в двох варіантах — з центральним опаленням та з пічним. Конкретна реалізація залежала від можливості підключення будинків до ТЕЦ або котельні. Будинки з печами пізніше підключалися до центрального опалення або в них встановлювалися газові котли.
При будівництві сталінок у містах було відсутнє газопостачання (в Москві природний газ з'явився в 1946 році). Для приготування їжі на кухнях ставилися дров'яні плити. Для їх експлуатації в конструкції сталінок передбачалися потужні димоходи. Гаряче водопостачання спочатку могло бути як централізованим, так і місцевим — для нагріву води застосовувалися твердопаливні водогрійні колонки накопичувального типу («титани»). Для зберігання палива використовувалися місця в підвальних приміщеннях або дров'яні сараї, які будувалися у дворах. При проведенні газифікації міст у сталінках встановлювалися газові кухонні плити. Дров'яні водонагрівачі в більшості сталінських будинків замінялися на газові колонки, частина будинків підключалися до центрального гарячого водопостачання.
Вентиляція в сталінках природна витяжна, в кухні і санвузлі. У довоєнних сталінках витяжна вентиляція могла бути в житлових кімнатах і в коридорі.
У деяких сталінках між санвузлом та кухнею було невелике засклене вікно, розташоване на висоті 2-2,5 метра від підлоги. При роздільному санвузлі було додаткове вікно між ванною і туалетом. Найбільш ймовірне призначення вікна пов'язано з нестабільністю електропостачання в період будівництва. При відключенні електрики вікно дозволяло скористатися санвузлом. Пізніше вікно між кухнею та санвузлом перейшло в хрущовки і ранні брежнєвки.
Електроживлення в сталінках могло бути як прихованим, так і відкритим, виконаним гнучким проводом на роликах; використовувалися як алюмінієві, так і мідні дроти . Електричні лічильники зазвичай розміщувалися в квартирах. На момент будівництва проводка закладалася з великим запасом потужності, однак зараз її часто не вистачає.
У будинках вище п'яти поверхів були ліфти і сміттєпроводи. Люки сміттєпроводів зазвичай розміщувалися на кухнях. Також на кухнях нерідко розміщувався зимовий холодильник — шафа-комірична під вікном, винесена на вулицю. Так як на момент будівництва будинків електричний холодильник був недоступний більшості населення, то взимку такий холодильник ставав у нагоді для зберігання продуктів.

### Термін експлуатації
Термін служби для сталінок довоєнного періоду становить 125 років, нормативний час знесення — 2050—2070 рр. Термін служби для сталінок післявоєнного періоду становить 150 років, нормативний час знесення — 2095—2105 рр.
Для «номенклатурних» будинків необхідно враховувати більший запас експлуатаційного ресурсу, в середньому — це додаткові 40-50 років. У разі, якщо був проведений капітальний ремонт із заміною даху та відсоток зносу за оцінкою БТІ і в відповідно до технічного паспорта менше 5 %, то це збільшує початковий термін експлуатації будівлі в середньому на 60-80 років (а за деякими даними до 100 років в залежно від стану будівлі і залізобетонних посилених перекриттів).

## Переваги та недоліки

### Переваги
Сталінські будинки вважаються досить престижним житлом.

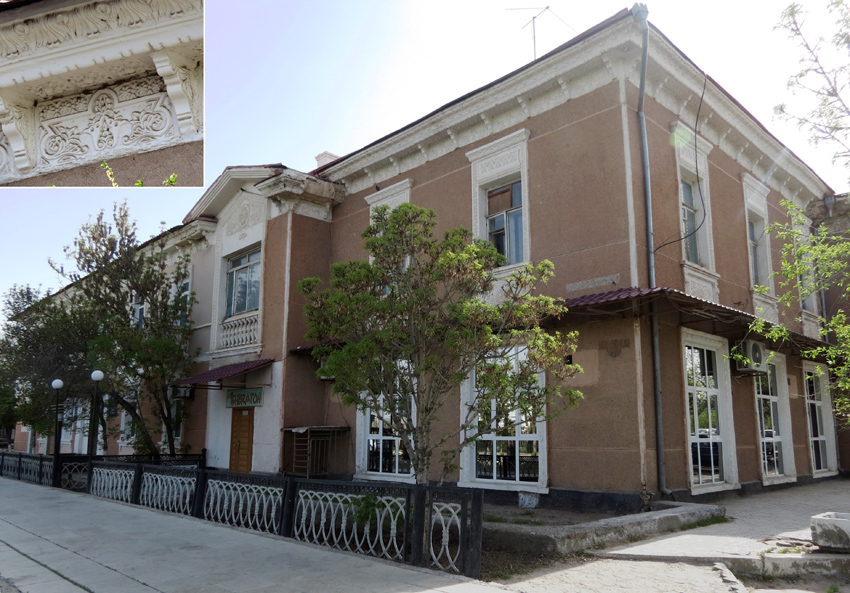
Двоповерхова сталінка у центрі міста Нукус — місто в Узбекистані, столиця Республіки Каракалпакстан.

Високу теплоізоляцію сталінським будинкам забезпечують товсті зовнішні стіни, складені з білої силікатної або (краще) червоної керамічної цегли. Цегляні стіни також забезпечують високу шумоізоляцію всередині будинку. Завдяки цьому сталінки перевершують по теплоізоляції всі радянські і пострадянські панельні будинки, побудовані до впровадження «теплої панелі», а по внутрішній шумоізоляції — панельні і монолітні будинки. Багато внутріквартирних стін не є капітальними, особливо при використанні колон і ригелів замість внутрішніх несучих стін. Це дає широкі можливості з перепланування.
По висоті стель (3 метри і вище) сталінські будинки перевершують всі радянські житлові будинки пізнішого спорудження, а також сучасні будинки економ-і комфорт-класу.
Багатоскатний жорсткий дах сталінських будинків, укритий шифером або покрівельним залізом, має високий термін служби — 30-50 років — проти 10-15 років для плоскої м'якої покрівлі хрущовок і пізніших будинків.
У двоповерхових сталінках відсутній підвал — підлоги першого поверху розташовані на невеликій висоті від землі. Завдяки цьому в квартирі першого поверху можна облаштувати міні льох .
У сталінках, що не підключених до гарячого водопостачання і спочатку оснащених «титанами», для нагрівання води використовується газова колонка, яка дозволяє цілий рік отримувати якісну і недорогу гарячу воду. Передбачений конструкцією будинку потужний «пічний» димохід має хорошу тягу. Технічно можлива установка квартирного газового опалювального котла.
На сходовому майданчику сталінського будинку зазвичай розташовані 2, 3 або 4 квартири. Поверховість більшості сталінських будинків не перевищує 12 поверхів, частіше 6-10 поверхів, для сталінських будинків робочого типу і для регіональних міст — 2-5 поверхів. Завдяки цьому в під'їзді відносно небагато квартир, будинок не створює враження «мурашника» і дозволяє знати в обличчя всіх жителів під'їзду.
Сталінки часто розташовуються в центральних і прилеглих до центру районах, з гарною транспортною доступністю і інфраструктурним забезпеченням. У кварталах сталінської споруди просторі дворові території з густим озелененням.
У 1990-і роки попит на сталінки був надзвичайно високим — це було найкраще житло зведене за радянського періоду. Пізніше, з початком будівництва житла бізнес- і преміум-класу, затребуваність сталінських будинків впала. Однак і зараз номенклатурні і рядові «сталінки» залишаються досить дорогим і престижним житлом, особливо після проведеного ремонту.

### Недоліки
Системи опалення та, в меншій мірі, водопостачання і каналізації в більшості сталінок залишилися з часів спорудження будинку, тому комунікації сильно зношені. Електричні мережі таких сталінок не розраховані на сучасні електроприлади (пральні машини тощо). У ряді сталінок дах також довго не ремонтувався і тому протікає. Дерев'яні перекриття пожежонебезпечні і схильні до гниття в разі регулярного замочування. Як правило, зношені фасади будинків, відвалюється штукатурка і ліпний декор. Водостічні труби у сталінських будинках зовнішні, при їх пошкодженні відбувається намокання стін, подальше руйнування штукатурки і потім цегляної кладки.

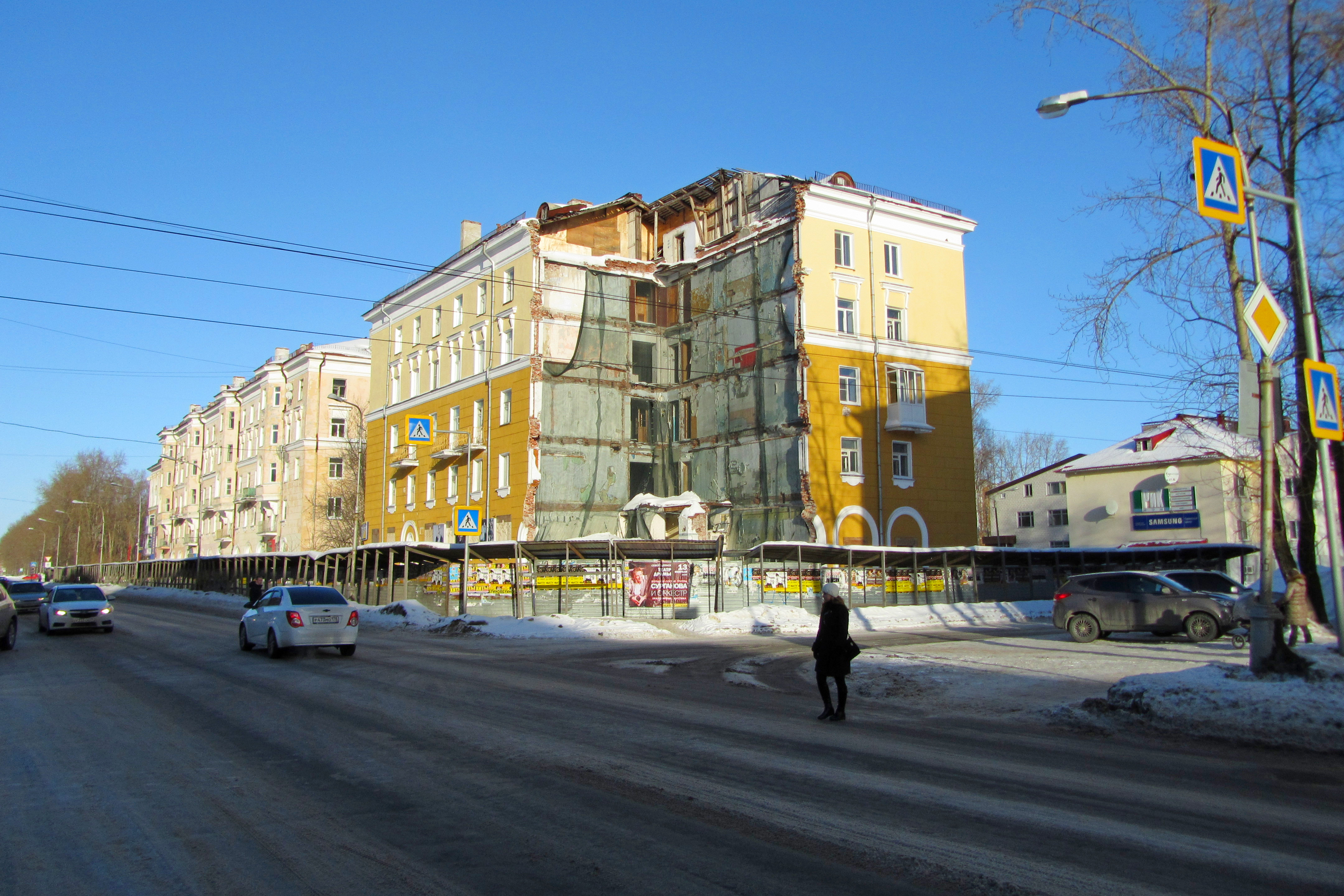
Сталінка, що обрушилася (будинок № 5, проспект Леніна, Северодвінськ). Сусідній будинок (№ 3) був також розселений через загрозу обвалення). Будинок обрушився вночі 24 серпня 2012 року.

У двоповерхових сталінках відсутній підвал. Розводка водопостачання, опалення та каналізації проходить під підлогою квартир першого поверху, для ремонту комунікацій необхідно отримувати доступ до квартир і розкривати підлогу. Через відсутність підвалу в квартирах на першому поверсі може бути холодно, сиро, дерев'яна підлога прискорено гниє.
Висота стель збільшує опалювальний обсяг приміщень, може ускладнити ремонт.
Відсутність ліфта, характерне для багатьох сталінок висотою до 6-ти поверхів, є істотним недоліком, особливо з урахуванням значної висоти поверхів. У ряді багатоповерхових сталінок до теперішнього часу експлуатуються старі ліфти, які зношені і споживають багато електроенергії, додатково навантажуючи домову мережу.
У «робітничих» сталінках, особливо довоєнних і спрощених післявоєнних, в проєкті відсутня ванна. В цьому випадку ванна або душ встановлені на кухні, а для створення «нормального» санвузла необхідне перепланування, яка вимагає місця, витрат і не завжди можливе.
У багатокімнатних сталінках (3 і більше кімнат), включаючи і «номенклатурні» будинки, одна з кімнат може бути прохідною. Зазвичай це найбільша кімната (зал). При використанні її як спільної кімнати (вітальня, їдальня, домашній кінотеатр тощо) це не викликає проблем, проте створює незручності при використанні як житлової. Крім того, у багатьох сталінках відносно малогабаритні кухні. Сміттєпровід на кухні, встановлений в деяких сталінках, може бути джерелом тарганів, щурів і неприємних запахів.
У кварталах сталінських будинків зазвичай відсутня сучасна інфраструктура — зокрема, автостоянки і підземні гаражі .

## Розміщення
У Санкт-Петербурзі сталінські будинки розташовані уздовж Московського проспекту, проспекту Стачек, на Охті, Іванівській вулиці. Ансамблі сталінок стоять на Светлановській площі, площі Калініна. Окремі будинки зустрічаються і в інших районах. Шлакоблокові «сталінки» присутні в значній кількості в районі вулиці Фрунзе, проспекту Ю. Гагаріна, Алтайській вулиці, станції метро Автово . Квартири в цегляних «сталінках» коштують помітно дорожче тих, які розташовані в будинках, зібраних з шлакоблоків.
У Москві поширені по всьому місту. Найбільша кількість «сталінок» зафіксовано уздовж Ленінського проспекту і шосе Ентузіастів. Як правило, зараз в цих будівлях розташовані офіси і науково-дослідні інститути, хоча зустрічаються і житлові будинки з досить дорогими квартирами.